# Anton Pichler (ékszerész)
Anton Pichler (Brixen, 1697. április 12. – Róma, 1779. szeptember 14.) osztrák ékszerész, Giovanni Pichler és Luigi Pichler ékszerészek apja.

## Életpályája
Nápolyban megtanulta a drágakőmetszést. 1750-ben Rómába költözött. Eredeti metszett kövei (gemmái) közül a legkitűnőbbek: Antigoné és Iszméné tanácsolják apjuknak, hogy térjen vissza Thébába; Priamosz Akhilleusz lábainál; Meleager, Homérosz, Julius Caesar mellképei; Michelangelo ún. pecsétgyűrűjének (Bacchanalia) másolata stb.